# Barnum Peak
Der Barnum Peak ist ein 2940 m hoher Berggipfel in der antarktischen Ross Dependency. Er ragt am östlichen Ende eines markanten und schneebedeckten Gebirgskamms am Kopfende des Liv-Gletschers unmittelbar südlich der Einmündung des LaVergne-Gletschers.
Der US-amerikanische Polarforscher Richard Evelyn Byrd entdeckte den Berg im November 1929 bei seinem Flug zum geographischen Südpol im Rahmen der Byrd Antarctic Expedition (1928–1930). Byrd benannte ihn nach dem US-amerikanischen Zeitungsverleger Jerome DeWitt Barnum Sr. (1889–1965), einem Sponsoren seiner Forschungsreise.